# Mahmud Szah Durrani
Mahmud Szah Durrani (zm. przed 22 czerwca 1830 w Heracie) – szach Afganistanu w latach 1801–1803 i 1809–1818.
Mahmud Szah był synem Timura Szaha i przyrodnim bratem jego następcy, Zamana Szaha. 25 lipca 1801 roku Mahmud Szah Durrani objął władzę w Imperium Durrani, zastępując Zamana Szaha. 13 lipca 1803 został obalony przez swojego brata przyrodniego Szudżę Szaha Durrani. Sześć lat później powrócił do władzy i rządził Afganistanem do 1818 roku. Wówczas zastąpił go inny z jego braci przyrodnich, Ali Szah Durrani.